# Хикс, Кэтрин
Кэтрин Хикс (англ. Catherine Hicks; род. 6 августа 1951, Манхэттен, Нью-Йорк) — американская актриса и певица, наиболее известная по роли в телесериале «Седьмое небо», а также по ролям в фильмах «Звёздный путь 4: Путешествие домой» и «Детские игры».

## Личная жизнь
Кэтрин Хикс родилась в Нью-Йорке. Она ирландского и английского происхождения. 19 мая 1990 она вышла замуж за актёра Кевина Ягера, у них есть дочь, родившаяся в 1992 году.

## Карьера
Хикс начала свою карьеру с роли в мыльной опере «Надежда Райан», где снималась с 1976 по 1978 год. После ухода из сериала она дебютировала в бродвейской постановке «Дэни», а после снялась в недолго просуществовавшем комедийном сериале «Плохие новости».
В 1980 году Хикс получила роль Мэрилин Монро, обойдя на кастинге больше ста актрис, в телефильме «Мэрилин: Нерассказанная история», бюджет которого составил весьма внушительные на тот момент 3.5 млн долларов. Она получила хорошие отзывы от критиков за исполнение роли, а также номинацию на премию «Эмми» в категории «Лучшая актриса в мини-сериале или фильме». В следующем году она сыграла главную роль в мини-сериале, основанном на книге-бестселлере Жаклин Сюзанн «Долина кукол».
В 1982 году Хикс дебютировала на большом экране в фильме «Долина Смерти», где исполнила главную роль. Позже она появилась в таких фильмах как «Гарбо рассказывает», «Лезвие бритвы», «Букмекерская лихорадка» и «Пегги Сью вышла замуж». Её прорывом стала роль в фильме «Звёздный путь 4: Путешествие домой», которая принесла ей номинацию на премию «Сатурн за лучшую женскую роль второго плана». В следующем году она снялась в комедии «Каков отец, таков и сын». Её следующая роль была в фильме «Детские игры», за которую она выиграла премию «Сатурн за лучшую женскую роль».
В начале девяностых в карьере Хикс был ряд малоуспешных проектов, таких как «Турбулентность». В 1996 году она получила одну из главных ролей в телесериале «Седьмое небо», который достиг успеха и просуществовал на экранах одиннадцать сезонов, до 2007 года. После завершения сериала она вернулась в театр, а также снялась в нескольких кино- и теле- фильмах.

## Фильмография

### Фильмы
| Год  |     | Русское название              | Оригинальное название                         | Роль                  |
| ---- | --- | ----------------------------- | --------------------------------------------- | --------------------- |
| 1982 | ф   | Долина смерти                 | Death Valley                                  | Салли                 |
| 1983 | ф   | Лучше поздно, чем никогда     | Better Late Than Never                        | Сэйбл                 |
| 1984 | ф   | Гарбо говорит                 | Garbo Talks                                   | Джейн Мортимер        |
| 1984 | ф   | Острие бритвы                 | The Razor's Edge                              | Изабель Брэдли        |
| 1985 | ф   | Букмекерская лихорадка        | Fever Pitch                                   | Фло                   |
| 1986 | ф   | Пегги Сью вышла замуж         | Peggy Sue Got Married                         | Кэрол Хит             |
| 1986 | ф   | Звёздный путь 4: Дорога домой | Star Trek IV: The Voyage Home                 | доктор Джилиан Тейлор |
| 1987 | ф   | Каков отец, таков и сын       | Like Father Like Son                          | доктор Эми Ларкин     |
| 1988 | ф   | Тайна монастырской ракии      | Tajna manastirske rakije                      | Элла Фрейзер          |
| 1988 | ф   | Детские игры                  | Child's Play                                  | Карен Барклай         |
| 1989 | ф   | Сувенир                       | Souvenir                                      | Тина Бойер            |
| 1989 | ф   | Она неуправляема              | She’s Out of Control                          | Дженет Пирсон         |
| 1991 | ф   | Либестраум                    | Liebestraum                                   | Мэри Паркер           |
| 1995 | ф   | Диллинджер и Капоне           | Dillinger and Capone                          | Абигаль               |
| 1995 | ф   | Звериная комната              | Animal Room                                   | Миссис Моск           |
| 1997 | ф   | Турбулентность                | Turbulence                                    | Мэгги, стюардесса     |
| 1997 | ф   | Восемь дней в неделю          | Eight Days a Week                             | Мисс Льюис            |
| 2009 | ф   | Меня зовут Джерри             | My Name Is Jerry                              | Дана Холдерман        |
| 2009 | ф   |                               | The Truth About Layla/Split Second            | Элеонора              |
| 2010 | ф   | Код бытия                     | The Genesis Code                              | Майра Аллитт          |
| 2011 | ф   | Звонки от мёртвых             | Ghost Phone: Phone Calls from the Dead        | Гертруда              |
| 2011 | ф   | Дорфман                       | Dorfman                                       | Роуз                  |
| 2014 | ф   | Собака, спасшая Пасху         | The Dog Who Saved Easter                      | Крессида              |
| 2015 | док |                               | That Gal... Who Was in That Thing: That Guy 2 | играет саму себя      |

### Телевидение
| Год         | Название на русском               | Название на английском                  | Роль                 | Примечания                          |
| ----------- | --------------------------------- | --------------------------------------- | -------------------- | ----------------------------------- |
| 1976 – 1978 | Надежда Райана                    | Ryan's Hope                             | Доктор Фейт Колридж  | 210 эпизодов                        |
| 1978        | Воробей                           | Sparrow                                 | Валери               | Телевизионный фильм                 |
| 1979        |                                   | Love for Rent                           | Энни                 | Телевизионный фильм                 |
| 1979 – 1980 | Несносные медведи                 | The Bad News Bears                      | Доктор Эмили Раппант | Главная роль                        |
| 1980        |                                   | To Race the Wind                        | Бет                  | Телевизионный фильм                 |
| 1980        | Мэрилин: Нерассказанная история   | Marilyn: The Untold Story               | Мэрилин Монро        | Телевизионный фильм                 |
| 1981        |                                   | Jacqueline Susann's Valley of the Dolls | Энн Уэллс            | Мини-сериал                         |
| 1982 – 1983 | Ведьма Такера                     | Tucker's Witch                          | Аманда Такер         | Главная роль                        |
| 1983        |                                   | Happy Endings                           | Лиза Сейдж           | Телевизионный фильм                 |
| 1987        | Раскаленная лагуна                | Laguna Heat                             | Джейн Алджернон      | Телевизионный фильм                 |
| 1989        |                                   | Spy                                     | Анджела Берк         | Телевизионный фильм                 |
| 1990        | Наперегонки со временем           | Running Against Time                    | Лаура Уиттакер       | Телевизионный фильм                 |
| 1991        | Привет, дорогая, я мёртв          | Hi Honey – I'm Dead                     | Кэрол Стэдлер        | Телевизионный фильм                 |
| 1992        |                                   | Up to No Good                           | Эллисон Плаутцер     | Пилот                               |
| 1994        | Диагноз: убийство                 | Diagnosis: Murder                       | Лорен Риджуэй        | Эпизод: "Guardian Angel"            |
| 1994        |                                   | Winnetka Road                           | Джинни Баркер        | Главная роль                        |
| 1995        | Занавес красного дерева           | Redwood Curtain                         | Джулия Риордан       | Телевизионный фильм                 |
| 1995        | Правосудие Берка                  | Burke's Law                             | Памела Кроуфорд      | Эпизод: "Who Killed the Lifeguard?" |
| 1996 - 2000 | Седьмое небо                      | 7th Heaven                              | Энни Кэмден          | Главная роль                        |
| 2000        | Всего лишь время                  | For All Time                            | Кристен              | Телевизионный фильм                 |
| 2008        | Ядовитый плющ: Тайное общество    | Poison Ivy: The Secret Society          | Элизабет             | Телевизионный фильм                 |
| 2009        |                                   | Pushed                                  | Доктор Роузен        |                                     |
| 2009        | Незнакомец с моим лицом           | Stranger with My Face                   | Шелли Стрэттон       | Телевизионный фильм                 |
| 2010        |                                   | Elf Sparkle and the Special Red Dress   |                      | Озвучка                             |
| 2011        | Свидание в День святого Валентина | A Valentine's Date                      | Крамер               | Телевизионный фильм                 |
| 2011        | Жертва красоты                    | Borderline Murder                       | Джин                 | Телевизионный фильм                 |
| 2011        | Время игры: Преодолеть прошлое    | Game Time: Tackling the Past            | Анна Уолкер          | Телевизионный фильм                 |
| 2011        | Рождественская свадебная сказка   | A Christmas Wedding Tail                | Эллен                | Телевизионный фильм                 |
| 2012        | Опасные влечения                  | Shadow of Fear                          | Аннет Брамбл         | Телевизионный фильм                 |
| 2012        | Рождественская свадьба            | A Christmas Wedding Date                | Ширли                | Телевизионный фильм                 |
| 2015        |                                   | Win, Lose, or Love                      | Дот Крамер           | Телевизионный фильм                 |
| 2015        |                                   | A Christmas Reunion                     | Линда Салливан       | Телевизионный фильм                 |
| 2016        |                                   | The Legend of Alice Flagg               | Хейзел               | Телевизионный фильм                 |
| 2020        | Сказки Дж.Дж. Виллара             | JJ Villard's Fairy Tales                |                      | Озвучка                             |